# Hạt nhân sao chổi

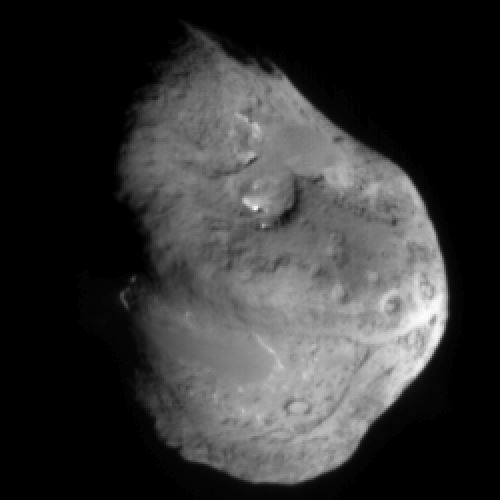
Hạt nhân của sao chổi Tempel 1.

Hạt nhân sao chổi là phần rắn, trung tâm của sao chổi, thường được gọi là quả cầu tuyết bẩn hoặc quả cầu bẩn băng giá. Một hạt nhân sao chổi bao gồm đá, bụi và khí đông lạnh. Khi được Mặt Trời làm nóng, các loại khí sẽ thăng hoa và tạo ra một bầu không khí xung quanh hạt nhân được gọi là đầu sao chổi. Lực tác động lên đầu sao chổi bởi áp lực bức xạ của mặt trời và gió mặt trời tạo ra một cái đuôi khổng lồ, hướng ra xa Mặt Trời. Một hạt nhân sao chổi điển hình có chỉ số albedo 0,04. Chỉ số này cho thấy hạt nhân này có màu đen hơn than đá, và có thể do bụi che phủ.
Kết quả từ các tàu không gian Rosetta và Philae cho thấy hạt nhân của sao chổi 67P/Churyumov-Gerasimenko không có từ trường, cho thấy từ tính có thể không đóng một vai trò trong sự hình thành sớm của các vi thể hành tinh. Hơn nữa, quang phổ ALICE trên Rosetta xác định rằng các electron (trong vòng 1 km (0,62 dặm) trên hạt nhân sao chổi) được tạo ra từ quá trình quang hóa các phân tử nước bằng bức xạ mặt trời, chứ không phải photon từ Mặt Trời như các quan niệm trước đó, phải chịu trách nhiệm cho sự xuống cấp của các phân tử nước và carbon dioxide được giải phóng từ hạt nhân sao chổi tới đầu sao chổi. Vào ngày 30 tháng 7 năm 2015, các nhà khoa học đã báo cáo rằng phi thuyền Philae, đã đáp xuống sao chổi 67P/Churyumov-Gerasimenko vào tháng 11/2014, và phát hiện ít nhất 16 hợp chất hữu cơ, trong đó bốn hợp chất (bao gồm acetamide, acetone, methyl isocyanate và propionaldehyde) được phát hiện lần đầu tiên trên sao chổi.

## Xuất xứ

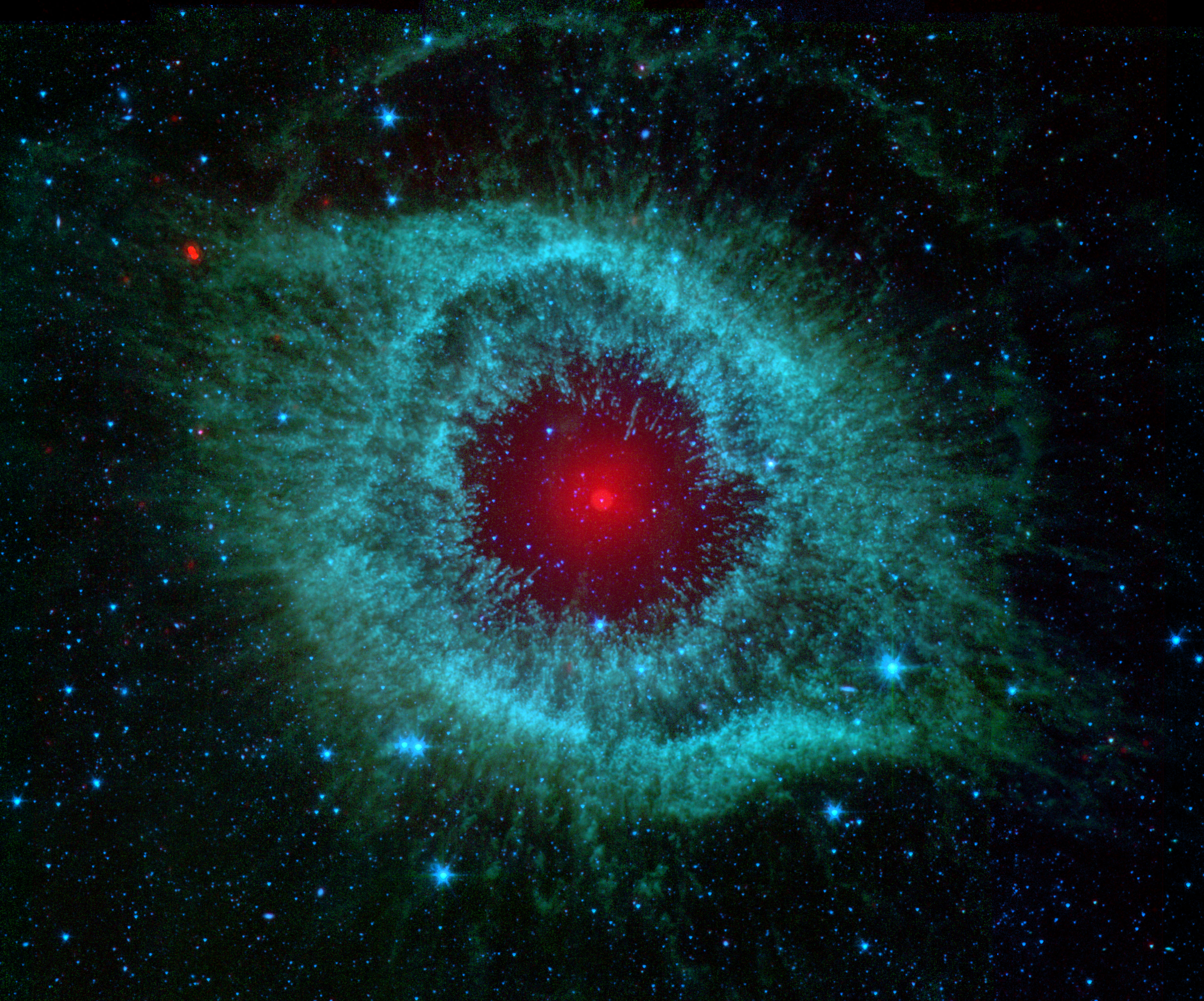
Tinh vân Helix có một đám mây Oort với nhiều sao chổi

Sao chổi, hoặc tiền thân của chúng, được hình thành trong bên ngoài Hệ Mặt Trời, có thể hàng triệu năm trước khi hình thành hành tinh. Cách sao chổi được hình thành như thế nào và việc này diễn ra khi nào còn đang được tranh luận, với những mô hình riêng biệt cho sự hình thành hệ thống năng lượng, động lực học và địa chất học của Hệ Mặt Trời. Mô phỏng máy tính ba chiều cho thấy các đặc điểm cấu trúc quan trọng được quan sát trên hạt nhân sao chổi có thể được giải thích bằng sự tích lũy vận tốc thấp theo cặp của các vi thể sao chổi yếu. Cơ chế hình thành sao chổi đang chiếm ưu thế hiện nay là giả thuyết nebular, trong đó nói rằng sao chổi có lẽ là một phần còn lại của các "khối xây dựng" vi thể hành tinh ban đầu mà từ đó các hành tinh được hình thành.
Các nhà thiên văn học cho rằng sao chổi bắt nguồn từ cả đám mây Oort và đĩa phân tán.